# George Chakiris
George Chakiris (født 16. september 1934) er en amerikansk skuespiller, danser og sanger. Hans forældre indvandrede fra Grækenland.
Han fik sit store gennembrud i Robert Wises filmatisering af West Side Story i 1961, hvor han spillede Bernardo, lederen af banden Sharks. Sagen var, at han havde spillet det samme stykke på et teater i Londons West End i to år, men da spillede han Riff, lederen af Jets. For sin præstation i filmen, vandt han både en Oscar for bedste mandlige birolle og en Golden Globe for bedste mandlige birolle - Komedie eller Musical.
Han filmdebuterede, da han kun var 12 år gammel, i en mindre rolle i Udødelige toner fra 1947. Efter skoletiden flyttede han til Los Angeles, hvor han tog arbejde i et stormagasin. I sin fritid tog han sang- og danselektioner, og på den måde havde han mindre dansroller i film som White Christmas, Brigadoon, Sex på scenen (alle fra 1954) og Gentlemen foretrækker blondiner (1953).
I 1967 spillede han over for Gene Kelly og Catherine Deneuve i Jacques Demys Pigerne fra Rochefort.